# 1904-es magyar atlétikai bajnokság
Az 1904-es magyar atlétikai bajnokságot – amely a 9. bajnokság volt. Újabb két számban, a 880 yardos síkfutásban és a 30 km-es gyaloglásban avattak bajnokot.

## Eredmények

### Férfiak
| Versenyszám     | Arany                 | Arany   | Ezüst                      | Ezüst   | Bronz                    | Bronz   |
| --------------- | --------------------- | ------- | -------------------------- | ------- | ------------------------ | ------- |
| 100 yard        | Mező Béla Magyar AC   | 10,4    | Durand Felix MFC           |         | Bartkó Jenő BEAC         |         |
| 440 yard        | Nagy József BAK       | 54,0    | Wetzel György Magyar AC    |         | Fitl József Magyar AC    |         |
| 880 yard        | Nagy József BAK       | 2:08,0  | Nirnsee Gyula MFC          |         | Halmay József MUE        |         |
| 1 mérföld       | Nagy József BAK       | 5:15,4  | Jónás István Magyar AC     |         | Hedinger Miksa Magyar AC |         |
| 120 yard gát    | Vargha Pál BEAC       | 17,5    | Nirnsee Gyula MFC          |         | Kéméndy Ernő UTE         |         |
| 30 km gyaloglás | Pető Márton Magyar AC | 3:06:13 | Greiner Károly AAC         |         | Pivny Aladár AAC         |         |
| magasugrás      | Gönczy Lajos BEAC     | 182 cm  | Dános Árpád BAK            | 176 cm  | Dánér Béla BEAC          | 174 cm  |
| távolugrás      | Vargha Pál BEAC       | 644 cm  | Mező Béla Magyar AC        | 623 cm  | Dános Árpád BAK          | 598 cm  |
| súlylökés       | Kozla András BEAC     | 12,63 m | Porteleky László Magyar AC | 10,07 m | Holub József MFC         | 9,85 m  |
| diszkoszvetés   | Fóthy Nándor AAC      | 39,70 m | Coray Artur BTC            | 37,18 m | Kozla András BEAC        | 36,26 m |